# Вагабов, Магомедали Абдулгамидович
Магомедали Абдулгамидович Вагабов (дарг. Вагьабхъала Гlябдуллагьхlямидла Мяхlяммадгlяли; 1 января 1975, Губден, Дагестанской АССР — 21 августа 2010, Гуниб, Россия) — террорист, один из лидеров ваххабитского подполья в Дагестане, 8-й амир Дагестана (командующий Дагестанским фронтом сопротивления) и Верховный кади Имарата Кавказ. Национальный антитеррористический комитет (НАК) России называл его «вторым лицом в иерархии "Имарата Кавказ"». Организатор двойного теракта в московском метро 29 марта 2010 года. Находился в Федеральном и международном розыске.

## Биография
По национальности даргинец. Когда ему было 9 лет, умер его отец Абдулгамид. В это время мальчик занялся изучением Корана у своего деда Абдуллаха.
Закончил 9 классов губденской средней школы. Учился на «отлично». Учёбу в школе совмещал с уроками ислама; до полудня учился в школе, а после уроков шёл на уроки ислама. Изучал шариатские науки под руководством местных знатоков (мазхабов). Изучил арабский язык, грамматику арабского языка, Хадис и Тафсир.
В 1990 году во главе с шейхом Багауддином Мухаммадом участвовал в митингах за свободное совершение хаджа.
После распада СССР, в 1992 году, в родное село Вагабова приехали арабы Джамаата Таблиг. Магомедали, владевший арабским языком, был у них переводчиком и ходил с ними по Дагестану.
В 1994 году 19-летний Магомедали отправился на религиозное обучение в Пакистан. Там, в Карачи поступил в школу хафизов. Благодаря усердной учёбе сдал экзамен и получил диплом хафиза. Изучал шариат в области усулуль-фикх и усулуль-хадис. Посещал частные уроки у шейхов. Побывал в Райванде — центре мирового Таблига, пробыл там в учёбе несколько месяцев. Поменял свои взгляды от следования учению мазхабов (богословско-правовая школа) и полностью перешёл на акиду Ас-Саляф, особенно после чтения книг имама Абдуль Хасана Аль Ашари, Аль Ибана Рисаляту иля Ахлю Сахр-Сибабиль.
Находясь в Пакистане до 1997 года, Вагабов обучился фарси и урду.
После окончания обучения в Пакистане, в 1997 году вернулся домой, давал уроки по хадисоведению, входил в Шуру Джамаата Таблиг. Служил имамом сельской мечети, также давал проповеди в других мечетях Дагестана, в том числе Пятничные проповеди в Центральной мечети Губдена.
После возвращения из Пакистана 22-летний Вагабов отправляется в Чечню, где проходит подготовку в военном лагере «Кавказ». Вскоре он возвращается в Дагестан и занимается агитацией местной молодёжи.
Во время боевых действий в Ботлихском районе Дагестана группа губденских ваххабитов численностью 25 человек во главе с Магомедали Вагабовым решила тактически поддержать Хаттаба. Ваххабиты, вооружённые двумя гранатомётами, двумя пулемётами и автоматами, расположились в засаде на той дороге, где по предположениям должна была следовать танковая колонна федеральных сил, выдвинувшаяся из Махачкалы. Но, вопреки предположениям боевиков, колонна пошла по маршруту Гурбуки — Сергокала — Леваши. Вагабов со своими ваххабитами по приказу карамахинского амира были отозваны из засады для поддержки карамахинских мятежников. Тогда Вагабов был осуждён по статье «Организация незаконного вооружённого формирования» на 3 года лишения свободы, но вскоре амнистирован.
После Вагабов вновь отправляется в Пакистан в лагерь подготовки террористов. Он проходит диверсионно-боевую подготовку, при этом контактируя с представителями международных террористических организаций.
По возвращении из пакистанского диверсионно-террористического учебного лагеря, осенью того же года, Магомедали собрал группу, с которой пытался перейти в Чечню. Однако приказ амира Раббани заставил Вагабова с несколькими моджахедами остаться на зимовку в одном из лесов Хасавюртовского района Дагестана.
Весной 2004 года Вагабов основал в Губдене боевую группу.
После Магомедали перешёл в подчинение к амиру Муслиму (Расулу Макашарипову). С декабря 2005 по август 2006 года в одиночку скрывался в дагестанских лесах, призывая жителей на «джихад».
В начале 2006 года был уничтожен лидер губденской группировки Шамиль Абидов. Вагабов же, как его наиб, взял руководство джамаатом на себя. Став амиром, Вагабов назначил своим наибом Ясина Расулова. Позже Расулова с другим лидером боевиков — Гаджи Меликовым он отправил в Махачкалу для организации Шамилькалинского Джамаата. Весной-летом Расулов и Меликов были ликвидированы в ходе спецопераций. 25 августа Вагабов создал новую группу.
По информации следствия, группа Вагабова базировалась в селе Новый Костек Хасавюртовского района Дагестана.
В 2010 году принял участие в организации террористических актов в Москве, повлёкших гибель 40 и ранения 88 человек.

## Гибель
21 августа 2010 года Вагабов, вместе с четырьмя другими боевиками, был блокирован сотрудниками ФСБ на своей конспиративной квартире в селении Гуниб. На предложение сдаться они открыли огонь из автоматического оружия. В ходе завязавшейся перестрелки все были убиты. Помимо Вагабова погибли также хозяин дома, активный пособник боевиков — Саадул Магомедов и амир Хасавюртовского района Дагестана Рустам Мункиев, а также двое боевиков-телохранителей Вагабова, личности которых не раскрыты. Никто из сотрудников ФСБ не пострадал.
По мнению «Московского комсомольца», «с уничтожением Магомедали Вагабова нынешнее северокавказское террористическое подполье становится локальной проблемой Северного Кавказа». Член национального антитеррористического комитета, первый вице-спикер Совета федерации Александр Торшин заявлял, что со временем Магомедали Вагабов «мог бы вырасти в Шамиля Басаева, ни больше и ни меньше».